# Torneo ITF de Brescia
El ITF de Brescia o como también se conoce (Internazionali Femminili di Brescia) es un torneo para tenistas profesionales que se juega en canchas de arcilla al aire libre. El evento está clasificado como un torneo del Circuito Femenino de la ITF de $ 60,000 y se ha celebrado en Brescia, Italia, desde 2008.

## Finales anteriores

### Individuales
| Años | Campeona                                       | Subcampeona                                    | Resultado                                      |
| ---- | ---------------------------------------------- | ---------------------------------------------- | ---------------------------------------------- |
| 2020 | Torneo cancelado debido a la pandemia COVID-19 | Torneo cancelado debido a la pandemia COVID-19 | Torneo cancelado debido a la pandemia COVID-19 |
| 2019 | Jasmine Paolini                                | Diāna Marcinkēviča                             | 6–2, 6–1                                       |
| 2018 | Kaia Kanepi                                    | Martina Trevisan                               | 6–4, 6–3                                       |
| 2017 | Polona Hercog                                  | Ganna Poznikhirenko                            | 6–2, 7–5                                       |
| 2016 | Karin Knapp                                    | Jesika Malečková                               | 6–1, 6–2                                       |
| 2015 | Stephanie Vogt                                 | Andrea Gámiz                                   | 7–6(7–3), 6–4                                  |
| 2014 | Aliaksandra Sasnovich                          | Renata Voráčová                                | 6–4, 6–1                                       |
| 2013 | Viktorija Golubic                              | Anastasia Grymalska                            | 6–4, 6–4                                       |
| 2012 | Anna Karolína Schmiedlová                      | Beatriz García Vidagany                        | 6–3, 6–2                                       |
| 2011 | Irina Buryachok                                | Giulia Gatto-Monticone                         | 6–7(5–7), 6–2, 6–2                             |
| 2010 | Naomi Cavaday                                  | Andrea Hlaváčková                              | 6–2, 6–4                                       |
| 2009 | Irina Buryachok                                | Anna Remondina                                 | 6–3, 6–3                                       |
| 2008 | Lisa Sabino                                    | Patricia Mayr                                  | 6–3, 6–3                                       |

### Dobles
| Años | Campeona                                       | Subcampeona                                    | Resultado                                      |
| ---- | ---------------------------------------------- | ---------------------------------------------- | ---------------------------------------------- |
| 2020 | Torneo cancelado debido a la pandemia COVID-19 | Torneo cancelado debido a la pandemia COVID-19 | Torneo cancelado debido a la pandemia COVID-19 |
| 2019 | Andrea Gámiz Paula Cristina Gonçalves          | Anastasia Grymalska Giorgia Marchetti          | 6–3, 4–6, [12–10]                              |
| 2018 | Cristina Dinu Ganna Poznikhirenko              | Alexandra Panova Anastasia Pribylova           | 6–3, 7–6(8–6)                                  |
| 2017 | Julia Glushko Priscilla Hon                    | Montserrat González Ilona Kremen               | 2–6, 7–6(7–4), [10–8]                          |
| 2016 | Deborah Chiesa Martina Colmegna                | Cindy Burger Stephanie Vogt                    | 6–3, 1–6, [12–10]                              |
| 2015 | Laura Siegemund Renata Voráčová                | María Irigoyen Stephanie Vogt                  | 6–2, 6–1                                       |
| 2014 | Sanaz Marand Florencia Molinero                | Louisa Chirico Asia Muhammad                   | 6–4, 4–6, [10–8]                               |
| 2013 | Monique Adamczak Yurika Sema                   | Réka-Luca Jani Irina Khromacheva               | 6–4, 7–5                                       |
| 2012 | Corinna Dentoni Diāna Marcinkēviča             | Tereza Mrdeža Maša Zec Peškirič                | 6–2, 6–1                                       |
| 2011 | Karen Castiblanco Fernanda Hermenegildo        | Evelyn Mayr Julia Mayr                         | 4–6, 6–3, [10–6]                               |
| 2010 | Naomi Cavaday Anastasia Pivovarova             | Iryna Kuryanovich Valeria Savinykh             | 6–3, 6–7(5–7), [10–8]                          |
| 2009 | Irina Buryachok Marlot Meddens                 | Elena Pioppo Lisa Sabino                       | 6–4, 2–6, [14–12]                              |
| 2008 | Elena Pioppo Lisa Sabino                       | Elisa Belleri Agnese Zucchini                  | 3–3 ret.                                       |